# Марк Атилий Постум Брадуа
Марк Атилий Постум Брадуа (на латински: Marcus Atilius Postumus Bradua) e сенатор на Римската империя през края на 1 век.
Произлиза от клон Брадуа на фамилията Атилии от Цизалпийска Галия. Съпругата му е от рода Метилии, сестра на Публий Метилий Сабин Непот (управител на Британия 95 – 97/98 г.). По времето на император Домициан (81 – 96) той е проконсул на провинция Азия.
Баща е на Марк Атилий Метилий Брадуа (консул 108 г.), който се жени за Кавцидия Тертула и има два сина и една дъщеря.